# Lorenzo Suárez de Figueroa y Córdoba
Lorenzo Suárez de Figueroa y Córdoba, secondo Duca di Feria (Malines, 1559 – Napoli, 1607), è stato un diplomatico spagnolo.
Era figlio di Gómez Suárez de Figueroa y Córdoba, primo Duca di Feria e di Jane Dormer, un'inglese dama di compagnia di Maria I d'Inghilterra.

## Biografia
Egli succedette al padre all'età di 12 anni.
Fu ambasciatore spagnolo a Roma dal 1591 al 1592, in Francia dal 1593 al 1595. Nel 1596 fu nominato Viceré di Catalogna, carica che mantenne fino al 1602. Nel 1603 fu Viceré di Sicilia, rimanendo in carica fino alla morte. Condusse con successo campagne di bombardamento e assalto contro Alger, Tunis, Misurata e Tripoli.

## Matrimoni e discendenza
Lorenzo si sposò due volte:
- la prima, nel 1577, con Isabella di Cárdenas, figlia del marchese di Elche
- la seconda, nel 1586, con Isabella di Mendoza, figlia di Íñigo López de Mendoza y Mendoza, 5º Duca dell'Infantado. Da quest'ultima egli ebbe il solo figlio che sopravvisse e gli succedette, Gómez Suárez de Figueroa y Córdoba, 3º duca di Feria

## Fonti
- Fundacion Medinaceli
- (ES)  Casa de Feria Archiviato il 14 luglio 2013 in Internet Archive.

| Controllo di autorità | VIAF (EN) 17400996 · ISNI (EN) 0000 0001 1747 792X · BNF (FR) cb137434233 (data) |